# Michelin TRX
Michelin TRX  ist ein System von Radialreifen, das 1975 von Michelin eingeführt wurde. Es wurde entwickelt, um die möglichen Vorteile der erstmals 1948 eingeführten Radialreifen konsequent nutzen zu können, was durch ein System aus Reifen und speziell dafür entwickelten Felgen ermöglicht wurde.

## Merkmale und Vorteile
Ziel der Entwicklung war es, die Spannung auf der Karkasse gleichmäßig zu verteilen; daher leitet sich auch der Name TRX ab (TR für Tension Répartie, dt. „verteilte Spannung“). Hierfür wurden neuartige Felgen mit niedrigeren Felgenhörnern entwickelt. Durch die spezielle Form von Felge und Reifen entstand eine geringere Krümmung der Reifenflanke in nur eine Richtung, also nicht die S-Form bisheriger Reifenkonstruktionen. Hierdurch wurde auch die sinnvoll nutzbare Reifenflexibilität erhöht. Durch die niedrigere und nach außen gerichtete Kontur des Felgenhorns hat der Reifen unter Luftdruck einen geringeren Halt auf der Felge als bei konventionellen Felgenformen. Um ein Abrutschen des Reifens nach außen zu verhindern, wurden die TRX-Reifen mit einem umlaufenden Wulst auf der Innenseite des Felgensitzes versehen, durch den ein Abgleiten nach außen verhindert wurde.
Vorteile im Fahrverhalten gegenüber konventionellen Radialreifen waren unter anderem:
- bessere Straßenhaftung durch die gleichmäßigere Druckverteilung auf der Lauffläche,
- höherer Komfort durch die effizienter genutzte Reifenflexibilität.

## Kompatibilität und Abmessungen
Da auf der TRX-Felge nur Reifen mit Sicherheitswulst sicher sitzen, musste verhindert werden, dass konventionelle Reifen auf eine TRX-Felge montiert werden (und umgekehrt). Deswegen bekam das TRX-System einen Durchmesser, den es bei konventionellen Reifen und Felgen nicht gibt. Bei dieser Gelegenheit wurde gleich auf das metrische System zurückgegriffen (340, 390 oder 415 mm, etwa 13,4, 15,4 bzw. 16,3 Zoll). Die Reifenbreite wird als Vielfaches von zehn angegeben (zum Beispiel 190 mm) und weicht damit ebenfalls von konventionellen Reifen ab, die zum Beispiel 185 oder 195 mm breit sind.

## Einsatz

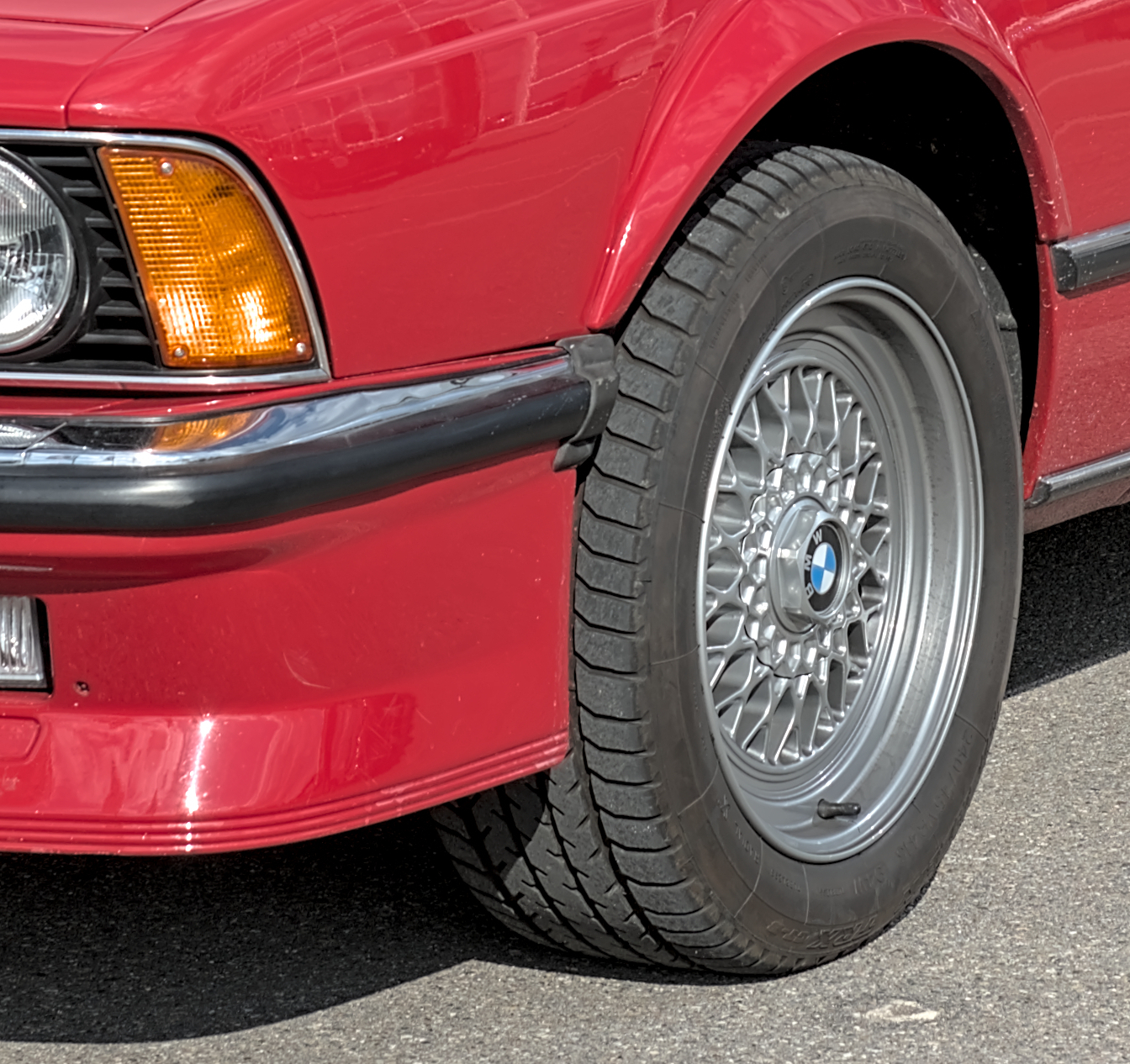
TRX-Rad an einem BMW 635 CSi aus dem Jahr 1985

Häufig verwendet wurden TRX-Räder für verschiedene Varianten des Citroën CX sowie die Baureihen 604, 505 und 504 von Peugeot. Weiterhin wurden sie als Sonderausstattung für das BMW 6er-Coupé, den BMW 3er, sowie die 5er- und 7er-Limousine, den Alfasud Ti Quadrifoglio verde und den Alfa Romeo Sprint, den Ford Granada und Mustang, Renault R5 Turbo, Renault 30, den Ferrari 400, den Jaguar XJ und Saab 99 / 900 angeboten. Außerdem gab es von BBS und Treser Räder für VW, Audi, Mercedes und andere, die ebenfalls für TRX-Reifen ausgelegt waren.
Im Rennsport wurde das TRX-System sowohl in der Formel 1 (zum Beispiel Benetton) sowie in der Rallye-Weltmeisterschaft (Audi quattro, Peugeot 205 Turbo 16) erfolgreich eingesetzt.

## Verfügbarkeit heute
TRX-Reifen sind nach wie vor verfügbar. Bei Michelin werden sie als Oldtimerreifen geführt. Sie werden nicht fortlaufend produziert, sondern nur wenige Wochen im Jahr. Daher werden in Liebhaberkreisen gelegentlich gemeinsame Beschaffungsaktionen organisiert. Die Preise sind extrem hoch. Um Geld zu sparen, montieren viele Oldtimerbesitzer statt TRX-Felgen konventionelle Felgen (und Reifen).

## Andere Hersteller
Auch andere Hersteller haben TRX-Reifen produziert. Allerdings durften sie den Begriff „TRX“ nicht verwenden, da er Markenschutz genießt. Erkennbar sind diese Reifen an ihren Abmessungen.